# پولتون، گلاسترشر
پولتون (به انگلیسی: Poulton) یک روستا و محله مدنی در بریتانیا است که در Cotswold واقع شده‌است. پولتون ۴۰۸ نفر جمعیت دارد.